# Ayuntamiento de Bournemouth
El ayuntamiento de Bournemouth es una instalación municipal en Bourne Road, Bournemouth, Inglaterra. Es el lugar de reunión de Bournemouth, Christchurch y Poole Council. Es un edificio catalogado de grado II.  Se encuentra frente al monumento conmemorativo de la guerra de Bournemouth y junto a la iglesia de St. Andrew, Richmond Hill.

## Historia

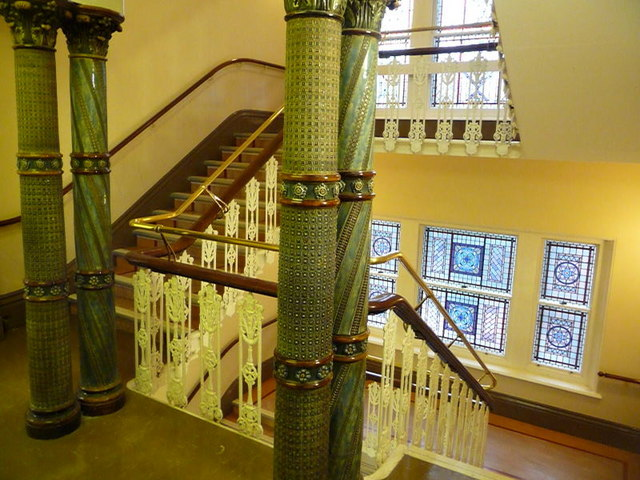
Una vista de la escalera adornada dentro del ayuntamiento

El sitio una vez formó parte de una gran área boscosa conocida como "Bruce's Wood" que lleva el nombre del propietario de la tierra de principios del siglo XIX, Patrick Craufurd Bruce MP, quien también plantó vastos bosques en Berkshire, Gloucestershire, Oxfordshire y Hampshire. Fue adquirido por un abogado, George Durrant, quien lo rebautizó como Branksome Estate, en la década de 1850. Durrant comenzó a vender partes de la propiedad y el sitio se usó inicialmente para un uso de embarque conocido como The Glen. Luego, el sitio fue adquirido por el Dr. Alfred Meadow, quien tenía la ambición de establecer un hotel spa que ofreciera tratamiento para la tuberculosis, la bronquitis, el asma y la parálisis nerviosa y reumática sobre una base similar al tratamiento utilizado en las aguas termales de Mont-Dore en Francia. 
La primera piedra del nuevo edificio fue colocada por el rey Oscar II de Suecia y Noruega, cuya consorte, la reina Sofía, se había interesado en el tratamiento, el 26 de mayo de 1881. Fue diseñado por Alfred Bedborough en los estilos francés, italiano y neoclásico y se inauguró como el Hotel Mont Dore en 1885. El diseño involucró una fachada principal larga y curva de 25 bahías frente a la esquina de Bourne Avenue y Braidley Road; el cuerpo de entrada, que sobresalía ligeramente, presentaba un pórtico con un frontón rebajado quebrado que contenía un óculo; había un balcón de triple guillotina en el primer piso, triple guillotina en el segundo y tercer piso y frontón arriba; había un mirador con torres y un techo de pabellón encima. 
El edificio se convirtió en un hospital para los soldados del Cuerpo de Ejército de la India durante la Primera Guerra Mundial. Los esfuerzos del hospital para recaudar fondos para la construcción del Admiralty M-class destructor HMS Phoebe en 1916 fue conmemorada posteriormente por el HMS Phoebe Room en el edificio y su contribución al Hospital Anglo-Ruso en Petrogrado fue conmemorada posteriormente con la presentación de una bandera del Imperio Ruso el 31 de julio de 1917.
El edificio se convirtió en un hogar de convalecencia para oficiales más tarde en 1917 y luego fue adquirido por el Ayuntamiento de Bournemouth en 1919 y, después de que se convirtió en un ayuntamiento, fue reabierto por el alcalde, el concejal Charles Henry Cartwright, en 1921. En 1930, se construyó un ala adicional que contenía una cámara de consejo dedicada, que se proyectaba hacia adelante y presentaba un frente inclinado, a la izquierda del edificio principal. La reina Isabel II, acompañada por el duque de Edimburgo, visitó el ayuntamiento en julio de 1966. En la década de 1980 se construyó un búnker debajo del edificio para proteger a los líderes cívicos en caso de un ataque nuclear.
Continuó sirviendo como sede del Ayuntamiento de Bournemouth y luego continuó funcionando como la sede del gobierno local después de la formación de la nueva autoridad unitaria, el Ayuntamiento de Bournemouth, Christchurch y Poole, el 1 de abril de 2019.
Las obras de arte incluyen un retrato del Capitán Lewis Tregonwell de Dorset Yeomanry por Thomas Beach y un retrato del exalcalde, Sir Merton Russell-Cotes, y su esposa, Lady Annie Russell-Cotes, por Frank Richards.